# Hyllus africanus
Hyllus africanus là một loài nhện trong họ Salticidae.
Loài này thuộc chi Hyllus. Hyllus africanus được Roger de Lessert miêu tả năm 1927.